# リサンキズマブ
リサンキズマブ（英: Risankizumab）は、スキリージ（英: Skyrizi）という商品名で販売されており、中等度から重度の尋常性乾癬の治療に用いられる医薬品である。その他の用途には、汎発型膿疱性乾癬、乾癬性紅皮症、乾癬性関節炎などがあげられる。
一般的な副作用には、上気道感染症、頭痛、倦怠感、注射投与による穿刺部位の痛みなどがあげられる。他の感染症にかかるリスクも高まる。妊娠中の人への使用による有害性の証拠はないが、そのような使用についての研究は十分にされていない。リサンキズマブは、インターロイキン23A （IL-23A）に結合して阻害するモノクローナル抗体である。
リサンキズマブは2019年に米国で医薬品として承認された。2021年の米国での1投与の価格は約17,800米ドルである。英国の国民保健サービスにかかる同量の費用は約3,300ポンドである。